# Pompeu de Sá Leão e Seabra
Pompeu de Sá Leão e Seabra, C.S.Sp. (Sobreira, 19 de janeiro de 1908 – Malanje, 7 de abril de 1973) foi um prelado português da Igreja Católica com atuação em Angola, foi bispo de Malanje.

## Biografia
Frequentou os seminários dos Espiritanos, em Portugal fez os estudos preparatórios e
depois seguiu para França, para Orly, arredores de Paris, cumprir o noviciado e concluir a sua formação para
a profissão religiosa e solene consagração ao apostolado. Recebeu a ordenação presbiteral no dia 4 de outubro de 1931.
Regressado a Portugal, foi colocado no Seminário das Missões de Fraião, em Braga. Durante seis anos colaborou na formação e envio, sobretudo para África, de missionários da Congregação do Espírito Santo. Em 1937, parte para Angola em serviço missionário. Nomeado pároco de Malanje, acumula estas funções com as de superior da missão e de vigário-geral do distrito eclesiástico. Em 1940 tornou-se no primeiro capelão da capela de Nossa Senhora da Conceição, no Dundo, para a Diamang.
Em 1952, foi nomeado superior principal dos missionários da Congregação do Espírito Santo, com jurisdição sobre todo o território do norte de Angola. Terminado o seu mandato de três anos, regressou ao exercício das suas funções de capelão da Diamang e as atividades missionárias.
Em 20 de dezembro de 1962, foi nomeado pelo Papa João XXIII como bispo de Malanje, em Angola. Recebeu a ordenação episcopal em 10 de março de 1963, na Catedral de Nossa Senhora da Assunção de Malanje, de Dom Moisés Alves de Pinho, C.S.Sp., arcebispo de Luanda, coadjuvado por Dom Manuel Nunes Gabriel, arcebispo coadjutor de Luanda e por Dom Daniel Gomes Junqueira, C.S.Sp., bispo de Nova Lisboa.
Participou das segunda, terceira e quarta sessões do Concílio Vaticano II.
Sob o seu governo diocesano, se concretizou a ampliação do edifício do seminário diocesano, bem como a conclusão da construção do colégio de Nossa Senhora de Fátima, sob a responsabilidade das Irmãs de São José de Cluny.
Em 1971 foi diagnosticado com câncer, que rapidamente o prostrou, impactando seu trabalho pastoral. No entanto, não renunciou
ao governo diocesano. Morreu em 7 de abril de 1973, em Malanje, onde foi sepultado.